# Зінник Віра Пилипівна
Віра Пилипівна Зінник (нар. 1 листопада 1923, село Чевельча, тепер Оржицького району Полтавської області — 4 червня 1998, село Комінтерн, тепер село Привітне Чорнобаївського району Черкаської області) — українська радянська діячка, ланкова радгоспу «Комінтерн» Чорнобаївського району Черкаської області. Герой Соціалістичної Праці (14.06.1950). Депутат Верховної Ради СРСР 5-го скликання.

## Життєпис
Народилася 1 листопада 1923 року в селянській родині в селі Чевельча на Полтавщині. З дитячих років доглядала телят в колгоспі, працювала робітницею радгоспу.
З 1944 року — робітниця, тваринник, з 1947 року — ланкова радгоспу «Комінтерн» села Комінтерн Чорнобаївського району Полтавської (з 1954 року — Черкаської) області. Вирощувала високі врожаї кукурудзи. У 1949 році ланка Віри Зінник зібрала по 68,7 центнерів кукурудзи з гектара на площі 10 гектарів. 
Потім — на пенсії в селі Комінтерн, тепер Привітне Чорнобаївського району Черкаської області, де й померла 4 червня 1998 року.

## Нагороди
- Герой Соціалістичної Праці (14.06.1950)
- два ордени Леніна (6.04.1949, 14.06.1950)
- орден Трудового Червоного Прапора (26.02.1958)
- медалі